# Résolution (politique)
Pour les articles homonymes, voir Résolution.
 (février 2019).
 (juin 2024).
Si vous disposez d'ouvrages ou d'articles de référence ou si vous connaissez des sites web de qualité traitant du thème abordé ici, merci de compléter l'article en donnant les références utiles à sa vérifiabilité et en les liant à la section « Notes et références ».

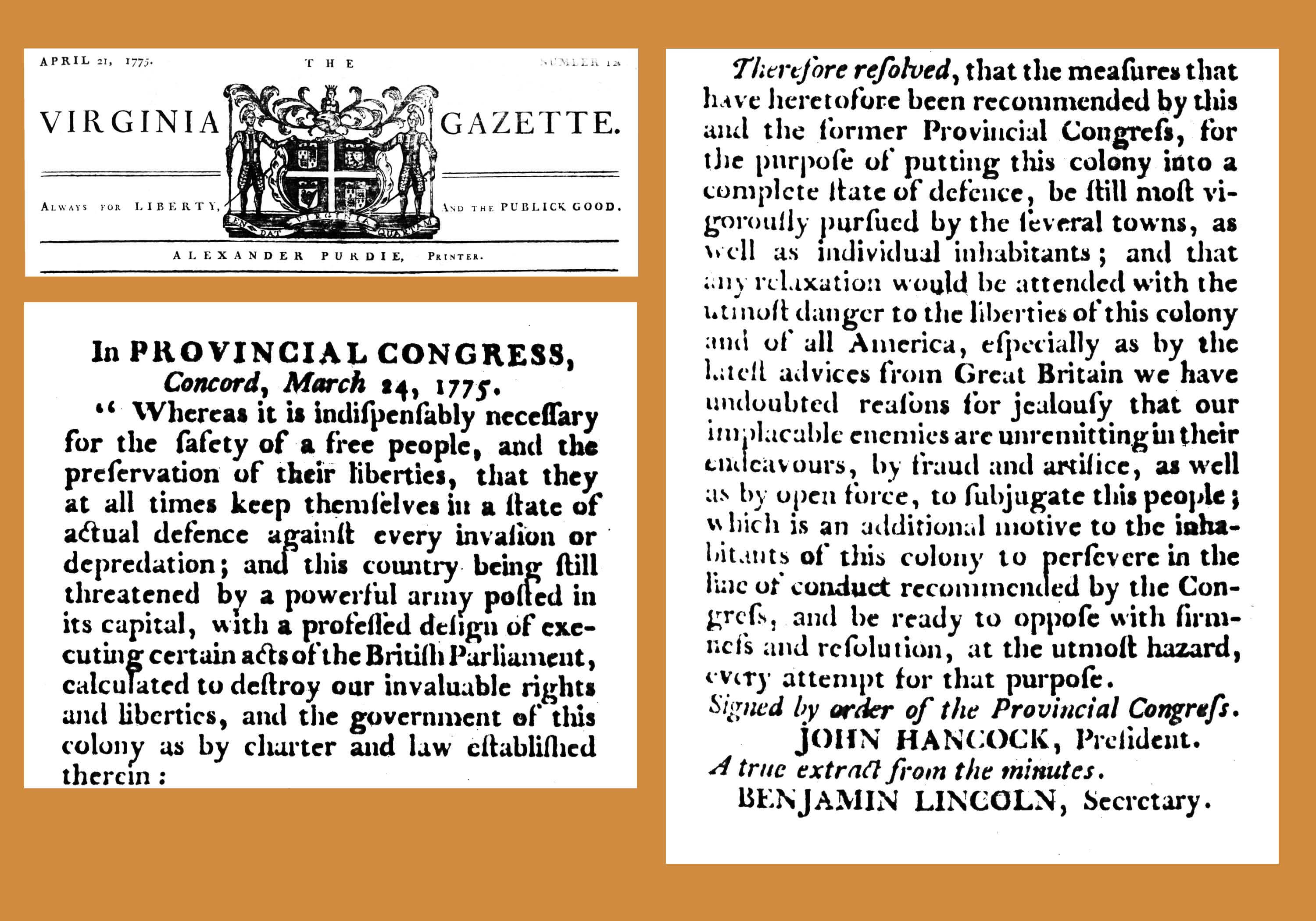
Résolution du Congrès Provincial du Massachusetts du 24 Mars 1775.

Une résolution est une décision prise par le congrès d'un parti et aussi le résultat du vote d’une seule chambre et n’a donc pas encore valeur de loi.

## Aux États-Unis
Aux États-Unis, une résolution est une motion écrite votée par le Sénat ou la Chambre des représentants. Si les deux Chambres du Congrès votent la même motion, alors il s’agit d’une résolution commune.
Toutes les résolutions n’ont pas une valeur législative, mais lorsque c’est le cas, le Président doit encore la ratifier avant qu’elles ne deviennent officielles. Si ce dernier émet son veto dans les 10 jours (excluant les dimanches), le Congrès doit alors voter à nouveau la résolution avec une double majorité dans chaque Chambre[réf. souhaitée].
Le Président des États-Unis ne peut pas rédiger de résolutions : il s’agit plutôt de décrets présidentiels ou d’une proclamation présidentielle.

## En France
En droit constitutionnel français, la résolution se définit négativement comme le texte adopté par une des deux Chambres du Parlement – Assemblée nationale ou Sénat – à l’initiative de l’un de ses membres, et qui n’est pas une loi.
Historiquement, la Ve République ne consacrait pas de résolution dans la mesure où celle-ci permettait, sous les républiques précédentes, la remise en cause du gouvernement. Aussi, le Conseil constitutionnel cantonne la remise en cause du gouvernement à l'article 49 de la Constitution de 1958. 
La résolution fera cependant son retour avec la révision constitutionnelle du 23 juillet 2008, entrée en vigueur en 2010, à l'article 34-1 de la Constitution de 1958 permettant ainsi aux assemblées d'avoir recours aux résolutions sans que celles-ci engagent la responsabilité politique du gouvernement alors en place. 
Désormais, une chambre du Parlement français peut prendre une résolution sauf si le gouvernement estime qu'elles seraient de nature à mettre en cause sa responsabilité ou qu'elles contiennent des injonctions à son égard (article 34-1 nouveau). 
Les résolutions sont variées. Outre les résolutions existantes à savoir : lorsqu'elles sont expressément prévues par un texte (art. 82 du règlement de l’Assemblée nationale, article 24 al. 3 du règlement du Sénat), lorsqu’elle formule « des mesures et décisions d’ordre intérieur qui, ayant trait au fonctionnement et à la discipline de l’Assemblée, relèvent de sa compétence exclusive » (idem). Les modifications du règlement de l’Assemblée nationale et du Sénat se font donc par voie de résolutions. 
Ces résolutions peuvent servir à exprimer une position ou bien encore la possibilité de recourir au droit de tirage. Une fois par session, que ce soit au Sénat ou à l'Assemblée Nationale (depuis 2014 seulement, la chambre basse a copié le modèle sénatorial), un groupe politique peut faire usage de son droit de tirage. Ce droit de tirage consiste en la création d'une commission d'enquête. Ce droit de tirage peut être exercé par une proposition sous forme d'une résolution. 

### Les différents cas de résolution prévus par les textes
On peut distinguer les hypothèses suivantes :
- résolution de l’article 68 al. 2 de la Constitution : proposition de réunion de la Haute Cour adoptée par une des assemblées du Parlement et transmise à l’autre pour la destitution du chef de l’État en cas de manquement à ses devoirs manifestement incompatible avec l’exercice de son mandat (dans l’attente de la loi organique prévue par le 5e alinéa de l’article 68, les articles 158 à 160 du R.A.N. relatifs à la Haute Cour de justice, non encore expressément abrogés, doivent être considérés comme obsolètes) ;
- résolution au sens de l’article 34-1 de la constitution et fixé par une loi organique ;
- résolution de l’article 88-4 de la Constitution : sur les projets, propositions ou documents des Communautés européennes et de l’Union européenne, comportant ou non des dispositions de nature législative, soumis par le gouvernement au Parlement ;
- résolution de l’article 6 I 5e alinéa de l’ordonnance no 58-1100 du 17 novembre 1958 relative au fonctionnement des assemblées parlementaires : pour la création d’une commission d’enquête parlementaire (art. 140 à 144 R.A.N., art. 11 al. 1 R.S.) ;
- Résolution de l’article 80 al. 6 du règlement de l’Assemblée nationale et 105 du Sénat : demande de suspension, de poursuite, de détention ou de mesures privatives ou restrictives de liberté d’un député ou d’un sénateur.

### Procédure
Sauf disposition contraire ou exception, elle suit la procédure des propositions de loi de l’Assemblée nationale (art. 82 al. 2 R.A.N.).